# Suberea clavata
Suberea clavata är en svampdjursart som först beskrevs av Gustavo Pulitzer-Finali 1982.  Suberea clavata ingår i släktet Suberea och familjen Aplysinellidae. Inga underarter finns listade i Catalogue of Life.